# Menka (langue)
Pour les articles homonymes, voir Menka (homonymie).
Le menka (ou mamwoh, wando bando) est une langue des Grassfields appartenant au groupe momo, parlée au Cameroun dans la région du Nord-Ouest, le département de la Momo, l'arrondissement de Widikum-Menka, à l'ouest de Mbengwi et au nord-ouest de Batibo, dans 10 villages : Baraka, Kaninbom, Efang, Echibit, Mpeng, Tabonchum, Larinji, Onka, Achama Up & Down, Ishia.
2 937 locuteurs ont été dénombrés lors du recensement de 1987. Une estimation de 2000 avance le chiffre de 4 259, une autre celui de 5 200.